# Liste deutscher Adelsgeschlechter/B
| Name                                                         | Zeitraum                                                                                          | Anmerkungen | Wappen                                     |
| ------------------------------------------------------------ | ------------------------------------------------------------------------------------------------- | --- | ------------------------------------------ |
| Babenberger                                                  | 976–1246                                                                                          | fränkisch-bayerisches Markgrafen- und Herzogsgeschlecht. Sie herrschten von 976 bis zu ihrem Aussterben 1246 als Markgrafen und Herzöge in Ostarrichi. |                                            |
| Babo                                                         | seit 1790                                                                                         | badisches Adelsgeschlecht |                                            |
| Babonen                                                      | 985 bis ?                                                                                         | sächsisches Adelsgeschlecht |                                            |
| Bach                                                         | seit 1311                                                                                         | badisches Adelsgeschlecht |                                            |
| Bachenstein                                                  | 1225–1518                                                                                         | erloschenes fränkisches Adelsgeschlecht |                                            |
| Bachofen von Echt                                            | seit 1325                                                                                         | thüringisch-österreichisches Adelsgeschlecht |                                            |
| Backum (Rheinland)                                           | bis Ende 17. Jh.                                                                                  | erloschenes rheinländisches Adelsgeschlecht |                                            |
| Backum (Westfalen)                                           | 1309 bis ca. 1570                                                                                 | erloschenes westfälisches Adelsgeschlecht |                                            |
| Bacquehem                                                    | ?                                                                                                 | ursprünglich aus der Grafschaft Artois stammendes Geschlecht, dessen Nachfahren 1792 nach Österreich emigrierten; 1844 Prävalierung der Würde eines Marquis im österreichischen Kaiserstaat |                                            |
| Baden                                                        | seit 11. Jh.                                                                                      | Hochadelsgeschlecht, dessen Wurzeln im Breisgau, in der Ortenau, in der Baar, im Hegau und im Thurgau liegen |                                            |
| Baden                                                        | 1130–1830                                                                                         | altes zähringisches Ministerialengeschlecht, das später zu den Breisgauer Landständen gehörte |                                            |
| Badeni                                                       | seit 18. Jh.                                                                                      | polnische Hochadelsfamilie; vom österreichischen Kaiser Ferdinand im Jahre 1845 in den Grafenstand erhoben |                                            |
| Badwiden                                                     | 985 bis ?                                                                                         | sächsisches Adelsgeschlecht | –                                          |
| Baeck                                                        | bis ca. 1700                                                                                      | erloschenes westfälisches Adelsgeschlecht |                                            |
| Baehr (Askanier)                                             | seit 1752                                                                                         | Geschlecht entstammt einer Verbindung des Albrechts des Bären-Nachfahren und Askanier-Fürsten Viktor II. Friedrich von Anhalt-Bernburg mit Friederike Schmidt, Kammerfrau der Fürstin Albertine von Anhalt-Bernburg; Reichsadelstand am 15. Januar 1752                                           |                                            |
| Baehr (Ostpreußen)                                           | seit 18. Jh.                                                                                      | aus Ostpreußen stammendes Adelsgeschlecht |                                            |
| Baehr / Bähr (Livland)                                       | seit ca. 1650                                                                                     | baltisches Adelsgeschlecht |                                            |
| Baer (Nassau)                                                | seit 1398                                                                                         | altnaussauisches Adelsgeschlecht |                                            |
| Baer Edlen von Huthorn (Estland)                             | seit 16. Jh.                                                                                      | baltisches Adelsgeschlecht |                                            |
| Baerenfels-Warnow                                            | seit 1709                                                                                         | mecklenburgisches Adelsgeschlecht |                                            |
| Baerl                                                        | 1234 bis 17. Jh.                                                                                  | niederrheinisches Adelsgeschlecht |                                            |
| Baersdonk genannt Mumm                                       | ab 1397                                                                                           | westfälisches Adelsgeschlecht |                                            |
| Bagewitz                                                     | 18. Jh. bis 1893                                                                                  | pommersches Adelsgeschlecht, das als Stralsunder Patriziergeschlecht vor allem auf der Insel Rügen begütert war und im 18. Jahrhundert in den Adelsstand erhoben wurde |                                            |
| Bagge von Boo                                                | seit ca. 1400                                                                                     | skandinavisch-baltisches Adelsgeschlecht |                                            |
| Baggehufwudt                                                 | seit 16. Jh.                                                                                      | schwedisch-russisch-baltisches Adelsgeschlecht |                                            |
| Baierbrunn                                                   | 1068–1327                                                                                         | bayerisches Adelsgeschlecht |                                            |
| Baldeck                                                      | 1268–1565 / 1603                                                                                  | erloschenes schwäbisches Adelsgeschlecht |                                            |
| Baldinger                                                    | ab 1489                                                                                           | Ulmer Patrizier- und Adelsgeschlecht |                                            |
| Balduine                                                     | 9. Jh. bis 1280                                                                                   | altfränkisches Grafengeschlecht |                                            |
| Balgen / Balghe                                              | 1530 bis nach 1803                                                                                | pommerisch-lauenburgisches Adelsgeschlecht |                                            |
| Balgstedt                                                    | 1152 bis 15. Jh.                                                                                  | thüringisches Geschlecht |                                            |
| Ballenhausen                                                 | 12. Jh. bis 1507                                                                                  | thüringisch-hessischer Adel |                                            |
| Ballestrem                                                   | seit 14. Jh.                                                                                      | In Deutschland ansässiger Zweig des italienischen Geschlechts der Grafen Ballestrero di Castellengo aus Piemont in Norditalien |                                            |
| Balm                                                         | 12. Jh. bis 1312                                                                                  | Freiherrengeschlecht aus dem Schweizer Mittelland |                                            |
| Balve                                                        | 1202 bis Anfang 17. Jh.                                                                           | erloschenes westfälisches Adelsgeschlecht |                                            |
| Bandel                                                       | seit 1898                                                                                         | Briefadel, 1898 in den preußischen Adelsstand erhoben, erloschen |                                            |
| Bandemer                                                     | seit 14. Jh.                                                                                      | pommersches Uradelsgeschlecht, kurländischer Stamm († 17. Jahrhundert) |                                            |
| Bank                                                         | seit 1363/4                                                                                       | Breslauer Patriziergeschlecht |                                            |
| Banz                                                         | seit 1252                                                                                         | Breslauer Patriziergeschlecht | –                                          |
| Bar                                                          | seit 1204                                                                                         | Uradelsgeschlecht aus der Region Osnabrück |                                            |
| Bär (Baer) zu Basel                                          | seit 15. Jh.                                                                                      | Basler Patriziergeschlecht |                                            |
| Baranoff                                                     | seit 16. Jh.                                                                                      | ursprünglich russisch-schwedisch-baltisches Adelsgeschlecht; zu Beginn des 20. Jh. wanderten einige Familienmitglieder nach Deutschland aus |                                            |
| Baravalle von Brackenburg                                    | seit 1829                                                                                         | ursprünglich aus Spanien stammende, im 18. Jahrhundert aus dem Piemont nach Österreich eingewanderte Familie; 1829 österreichischer Adelsstand |                                            |
| Barby                                                        | seit 1296                                                                                         | Uradelsgeschlecht aus der Region Magdeburg |                                            |
| Grafen von Barby                                             | 1150–1660                                                                                         | altes Grafengeschlecht, das eines Stammes mit den Grafen von Arnstein war (bis 1497 Edle Herren) |                                            |
| Barclay de Tolly-Weymarn                                     | ?                                                                                                 | baltisch-russisches Adelsgeschlecht; agnatischer Zweig der aus Lübeck stammenden Familie Weymar |                                            |
| Bardeleben                                                   | Bardeleben (Magdeburg) seit 1159; Bardeleben (Minden) seit 1220; Bardeleben (Briefadel) seit 1891 | drei unabhängig voneinander bestehende Adelsgeschlechter | Bardeleben (Magdeburg) Bardeleben (Minden) |
| Bardewisch                                                   | bis ca. 1700                                                                                      | erloschenes niedersächsisch-westfälisches Adelsgeschlecht |                                            |
| Bardonen                                                     | 850–1050                                                                                          | sächsisches Adelsgeschlecht | –                                          |
| Bärenfels                                                    | seit Ende 13. Jh.                                                                                 | ritterbürtiges Basler Geschlecht; hatte über mehrere Generationen das Schultheißenamt in Kleinbasel |                                            |
| Barfus                                                       | seit 1251                                                                                         | Uradelsfamilie aus der Altmark; 1699 Reichsgrafenstand |                                            |
| Barkhausen                                                   | bis ca. 1700                                                                                      | erloschenes westfälisches Adelsgeschlecht |                                            |
| Barmen                                                       | 14. Jh. bis ?                                                                                     | Adelsgeschlecht mit Sitz auf der Feste Kellenberg |                                            |
| Barmstede                                                    | 12. bis 14. Jh.                                                                                   | schleswig-holsteinisches Adelsgeschlecht |                                            |
| Barnekow                                                     | seit 1236                                                                                         | rügenscher Uradel; 1751 schwedischer Freiherrenstand; 1816 schwedischer Grafenstand |                                            |
| Barner                                                       | seit 1302                                                                                         | mecklenburgisches Adelsgeschlecht |                                            |
| Barner                                                       | bis 19. Jh.                                                                                       | erloschenes hessisch-westfälisches Adelsgeschlecht |                                            |
| Barnewitz                                                    | bis 1741                                                                                          | erloschenes brandenburgisches Adelsgeschlecht mit Stammgut im westhaveländischen Barnewitz; Geschlecht entstammte den braunschweigischen Herren von Bernewitz und war wohl eines Stammes mit den niedersächsischen von Berlepsch                                                                  |                                            |
| Barnsfeld                                                    | 1281–1511                                                                                         | erloschenes westfälisches Adelsgeschlecht |                                            |
| Barold                                                       | 13. Jh. bis 1746                                                                                  | mecklenburgisches Uradelsgeschlecht |                                            |
| Baroni von Cavalcabò                                         | 1788–1879                                                                                         | erloschene Tiroler Adelsfamilie aus dem Trentino; 1788 Nobilitierung; 1805 Tiroler Adelsmatrikel |                                            |
| Barsdorf                                                     | 1327 bis 18. Jh.                                                                                  | brandenburgisches Adelsgeschlecht |                                            |
| Barsen                                                       | bis 17. Jh.                                                                                       | westfälisches Adelsgeschlecht |                                            |
| Barsewisch                                                   | seit 1244                                                                                         | altmärkisches Uradelsgeschlecht |                                            |
| Bartensleben                                                 | 1188 bis 1742                                                                                     | erloschenes deutsches Adelsgeschlecht aus der Börde |                                            |
| Bartenstein (Franken)                                        | ab 13. / 14. Jh.                                                                                  | erloschenes Rittergeschlecht mit Sitz Burg Bartenstein; Lehnsmannen des Bischofs von Würzburg. |                                            |
| Bartenstein (Österreich)                                     | 18. und 19. Jh.                                                                                   | österreichisches Adelsgeschlecht; ursprünglich in Thüringen und Niedersachsen |                                            |
| Barth                                                        | seit 1596                                                                                         | Münchner Patrizierfamilie, die im Jahr 1596 als Barth zu Harmating in den Adelsstand erhoben wurde |                                            |
| Bartholotti                                                  | seit 1636                                                                                         | österreichisches Adelsgeschlecht; stammen aus Venetien, gingen dann in die Steiermark und nach Krain; 1636 geadelt, 1653 Reichsritterstand, 1704 Reichsfreiherrnstand, 1708 erbländischer Freiherrnstand, 1729 Reichsgrafentitel                                                                  |                                            |
| Bartsch von Demuth                                           | seit 1507                                                                                         | kaschubisch-ermländisch-preußisches Adelsgeschlecht |                                            |
| Basedow                                                      | seit 1280; 1333, 1833                                                                             | uckermärkisches Adelsgeschlecht († um 1500); lüneburgisches-lübeckisches-mecklenburgisches adliges Patriziergeschlecht, 1552 kaiserliche Anerkennung mit Wappenbesserung, († 1555); 1833 hzgl. anhalt-dessauisches Diplom mit Wappen der erstgenannten Familie; 1836 kgl. preuß. Adelsanerkennung |                                            |
| Basse                                                        | seit 1840                                                                                         | westfälisches Adelsgeschlecht; 1840 Erhebung in den erblichen preußischen Adelsstand |                                            |
| Basselet von La Rosée                                        | seit 1764                                                                                         | älteres spanisch-niederländisches Adelsgeschlecht, Reichsgrafenstand 1764, hauptsächlich in Bayern ansässig |                                            |
| Bassermann-Jordan                                            | seit (1883) 1917                                                                                  | urkundlich seit 1462, seit 18. Jh. badisch-pfälzische Großbürger mit umfangreichen Weingutsbesitz; 1883 bayerische Namenvereinigung mit Jordan; 1917 Erhebung in den bayerischen Adelstand als von Bassermann-Jordan und Wappenvereinigung im Adelstand                                           |                                            |
| Bassewitz                                                    | seit 1254                                                                                         | mecklenburgisches Uradelsgeschlecht; 1726 Erhebung in den Reichsgrafenstand |                                            |
| Bastheim                                                     | 1180–1848                                                                                         | erloschenes fränkisch-schwäbisches Adelsgeschlecht |                                            |
| Bastian Brzeziński                                           |                                                                                                   | Preußisches, pommersches, polnisches und pommerellisches Adelsgeschlecht |                                            |
| Batenhorst                                                   | 1237–1733                                                                                         | erloschenes westfälisches Adelsgeschlecht |                                            |
| Battenberg (Mittelalter) / Battenberg (Neuzeit; Haus Hessen) | 12. / 13. Jh. und seit 19. Jh.                                                                    | 1310 erloschenes hessisches Grafengeschlecht; seit 1858 die Nachkommen des Prinzen Alexander von Hessen-Darmstadt. Siehe auch Mountbatten |                                            |
| Batthyány                                                    | seit 1341                                                                                         | alte und weit verzweigte ungarische Adelsfamilie, die als Magnaten, Grafen und Fürsten zu den bedeutendsten Geschlechtern Österreich-Ungarns gehörten |                                            |
| Baudissin                                                    | seit 1455                                                                                         | meißnischer, sorbischer Uradel aus der Oberlausitz. |                                            |
| Baum von Baumsdorf                                           | 1681–1725                                                                                         | erloschenes Adelsgeschlecht im fränkischen Raum |                                            |
| Baumbach                                                     | seit 1246                                                                                         | hessisches Adelsgeschlecht |                                            |
| Baumberger                                                   |                                                                                                   | preußisches Adelsgeschlecht |                                            |
| Baumgarten                                                   | seit 12. Jh.                                                                                      | edelfreies, bayerisches Adelsgeschlecht |                                            |
| Baumgarten                                                   | ab 1630                                                                                           | baltisches Adelsgeschlecht (siehe auch jülich-niederrheinische Bongart) |                                            |
| Bause                                                        | 15. bis 17. Jh.                                                                                   | mansfeldisch-magdeburgisches Adelsgeschlecht |                                            |
| Baworowski                                                   | seit 1879                                                                                         | polnisch-österreichisches Adelsgeschlecht |                                            |
| Beaufort                                                     | ?                                                                                                 | aus Frankreich stammendes, rheinländisch-westfälisches Adelsgeschlecht |                                            |
| Beaufort-Spontin                                             | seit 1005                                                                                         | lothringisch-österreichisches Adelsgeschlecht |                                            |
| Beaulieu-Marconnay                                           | seit 1287                                                                                         | ursprünglich französisches Adelsgeschlecht |                                            |
| Bechburg                                                     | bis 1386                                                                                          | Hochadelsfamilie im schweizerischen Mittelland, die im 11. Jahrhundert ihren ursprünglichen Sitz beim Fahr von Wolfwil hatte |                                            |
| Bechinie von Lazan                                           | seit 1414                                                                                         | böhmisches Adelsgeschlecht, hervorgegangen aus der Familie von Seidlitz |                                            |
| Beck / Beck-Rzikowsky / Beck von Schwörburg                  | 1884 / 1861 / 1854                                                                                | badischer und österreichischer Briefadel; im 19. Jh. in den Adelsstand erhoben |                                            |
| Beck von Leopoldsdorf                                        | ?                                                                                                 | aus Salzburg stammendes Adelsgeschlecht; 1597 Freiherrnstand |                                            |
| Beck-Peccoz                                                  | seit 1890                                                                                         | ursprünglich aus Gressoney stammendes, bayerisches Adelsgeschlecht |                                            |
| von der Becke                                                | seit 1303                                                                                         | westfälisches Adelsgeschlecht |                                            |
| Beckedorff                                                   | seit 1840                                                                                         | preußisches Adelsgeschlecht |                                            |
| Becquer                                                      | 1666–1793                                                                                         | erloschenes westfälisches Adelsgeschlecht |                                            |
| Beeren                                                       | ab 1267                                                                                           | brandenburgisches Adelsgeschlecht |                                            |
| Beerfelde                                                    | seit 1358                                                                                         | brandenburgisches Adelsgeschlecht |                                            |
| Beesten                                                      | ?                                                                                                 | westfälisches Adelsgeschlecht |                                            |
| Behaim von Schwarzbach auf Kirchensittenbach                 | 1285–1942                                                                                         | eine der ältesten Patrizierfamilien der Freien Reichsstadt Nürnberg; 1681 Reichsfreiherrenstand mit von Schwarzbach, seit 1736 von Schwarzbach auf Kirchensittenbach |                                            |
| Behr                                                         | seit 1105                                                                                         | niedersächsisches Uradelsgeschlecht. Drei Familienstämme: 1. Niedersachsen / Kurland, 2. Mecklenburg, 3. Pommern mit leicht unterschiedlichen Wappen |                                            |
| Behren                                                       | 14. bis 18. Jh.                                                                                   | erloschenes sächsischen Uradelsgeschlecht |                                            |
| Beichlingen                                                  | 1014–1735                                                                                         | erloschenes Grafengeschlecht |                                            |
| Beindorff                                                    | ?                                                                                                 | erloschenes niedersächsisches Adelsgeschlecht |                                            |
| Beissel von Gymnich                                          | seit 1320                                                                                         | niederrheinisches Uradelsgeschlecht. Nebenlinie der 1785 ausgestorbenen Herren von Gymnich, 1816 preußischer Grafenstand |                                            |
| Bell                                                         | seit 1065                                                                                         | rheinisches Uradelsgeschlecht mit dem Stammhaus Kerpen an der Erft – eines Stammes mit dem Haus Merode. Mitte des 15. Jahrhunderts in Deutschland im Mannesstamm erloschen – siebenbürgische Linie besteht noch gegenwärtig                                                                       |                                            |
| Bellegarde                                                   | seit 1263                                                                                         | österreichisches Adelsgeschlecht, das dem savoyardischen Uradel entstammt; 1825 niederösterreichischen Herrenstand |                                            |
| Bellersheim                                                  | seit 1220                                                                                         | Uradelsgeschlecht aus der Wetterau, 1910 großherzoglich hessische Berechtigung zur Führung des Freiherrentitels |                                            |
| Bellin                                                       | ?                                                                                                 | mecklenburgisches Adelsgeschlecht |                                            |
| Belling                                                      | seit 1274                                                                                         | brandenburgisch-pommersches Adelsgeschlecht |                                            |
| Bellinghausen                                                | 1348 bis ca. 1700                                                                                 | bergisches Adelsgeschlecht |                                            |
| Bellinghoven                                                 | ab 1206                                                                                           | rheinländisches Adelsgeschlecht |                                            |
| Bellingshausen                                               | seit 16. Jh.                                                                                      | deutsch-baltisches Adelsgeschlecht |                                            |
| Belmont                                                      | seit 1139                                                                                         | edelfreies Freiherrengeschlecht aus dem heutigen Kanton Graubünden in der Schweiz |                                            |
| Below                                                        | seit 1194 / 1217                                                                                  | mecklenburg-pommersches Uradelsgeschlecht. Seit 1296 besteht ein mecklenburgischer Stamm mit eigenem Wappen | Below (Mecklenburg)Below (Pommern)         |
| Belp-Montenach                                               | 1107–1493                                                                                         | Schweizer Freiherrengeschlecht |                                            |
| Benckendorff                                                 | seit 18. Jh.                                                                                      | estländisch-schwedisches Adelsgeschlecht, das aus der Hansestadt Salzwedel stammt |                                            |
| Benda                                                        | seit 1825                                                                                         | pommersches und preußisches Adelsgeschlecht |                                            |
| Bendeleben                                                   | 1203–1828                                                                                         | erloschenes thüringisches Dienstmannengeschlecht |                                            |
| Benderfeld                                                   | bis 1808                                                                                          | erloschenes ursprünglich dänisches, später westfälisches Adelsgeschlecht |                                            |
| Benditt                                                      | 1708–1789                                                                                         | erloschenes westfälisches Adelsgeschlecht; 1708 Reichsadelsstand |                                            |
| Beneckendorff                                                | seit 1280                                                                                         | neumärkisches und meißnerisches Uradelsgeschlecht |                                            |
| Beneckendorff und von Hindenburg                             | seit Beginn des 19. Jh.                                                                           | preußisches Adelsgeschlecht |                                            |
| Beneschau                                                    | vermutlich 1162 (erloschen 13. Jh.)                                                               | Familie des böhmischen Hochadels |                                            |
| Bennenwil                                                    | 1227 bis Ende des 16. Jh.                                                                         | Schweizer Ministerialengeschlecht, das sich nach Beniwil nannte, einem Weiler der Ortschaft Alterswil im heutigen Kanton Freiburg |                                            |
| Bennewitz                                                    | seit 1289                                                                                         | sächsisches Adelsgeschlecht |                                            |
| Bennigsen                                                    | seit 1311                                                                                         | altes, niedersächsisches Adelsgeschlecht. Es besteht eine durch Adoption entstanden Nebenlinie Bennigsen-Foerder. |                                            |
| Bennungen                                                    | 12.–17. Jh.                                                                                       | erloschenes thüringisches Rittergeschlecht |                                            |
| Bentheim / Bentheim-Steinfurt / Bentheim-Tecklenburg         |                                                                                                   | Seitenlinie der Wigeriche; Linie Bentheim-Steinfurt sind Fürsten seit 1817, Bentheim-Tecklenburg seit 1817 |                                            |
| Bentinck                                                     | seit 1304                                                                                         | freiherrliches und gräfliches Adelsgeschlecht in Westfalen, Niederlande und England. |                                            |
| Berbisdorf                                                   | um 1419 bis ? (erloschen)                                                                         | altes, meißnerisches Adelsgeschlecht |                                            |
| Berchem (Bayern)                                             | seit ca. 1458                                                                                     | aus dem Rheinland stammendes, bayerisches Adelsgeschlecht |                                            |
| Berchem (Preußen)                                            | 1698–1701                                                                                         | preußisches Adelsgeschlecht |                                            |
| Berchem (Westfalen)                                          | seit 1243                                                                                         | westfälisches Adelsgeschlecht aus Hagen-Berchum |                                            |
| Berchtold                                                    | seit 1603                                                                                         | niederösterreichisches Adelsgeschlecht |                                            |
| Berckefeldt                                                  | seit 14. Jh.                                                                                      | niedersächsisches Adelsgeschlecht |                                            |
| Bercken                                                      | seit 1354                                                                                         | westfälisches, baltisches und preußisches Adelsgeschlecht |                                            |
| Berckheim                                                    | seit 1163                                                                                         | elsässisches Uradelsgeschlecht |                                            |
| Berckholtz / Berkholz                                        | seit 1620                                                                                         | aus Rostock stammendes, später baltisches Geschlecht mit den Linien Berckholtz (Reichsadel Wien 1793) Berkholz (Russischer Adelsstand 1877) |                                            |
| Berding                                                      | ab 1287                                                                                           | westfälisches Adelsgeschlecht |                                            |
| Beren                                                        | ab 1254                                                                                           | erloschenes westfälisches Adelsgeschlecht |                                            |
| Berenbrock                                                   | bis 1349                                                                                          | erloschenes westfälisches Adelsgeschlecht |                                            |
| Berens von Rautenfeld                                        | seit 1752                                                                                         | wahrscheinlich aus Preußen stammendes, deutsch-baltisches Adelsgeschlecht |                                            |
| Berg                                                         | 12.–14. Jh.                                                                                       | bergisches Grafengeschlecht |                                            |
| Berg (Brandenburg)                                           | 1375                                                                                              | brandenburgisch-uckermärkisches Uradelsgeschlecht, 1842 preußischer Grafenstand |                                            |
| Berg (Estland)                                               | seit 1371                                                                                         | deutsch-baltischer Uradel, 1723 und 1799 schwedische Adelsnaturalisation als Berch |                                            |
| Berg (Livland)                                               | seit ca. 1500                                                                                     | deutsch-baltisches Adelsgeschlecht |                                            |
| Berg (Mecklenburg)                                           | seit 1742                                                                                         | mecklenburgisches Adelsgeschlecht |                                            |
| Berg (Niedersachsen)                                         | seit 1838                                                                                         | Niedersächsisches und später Badisches Adelsgeschlecht |                                            |
| Berg (Oesel)                                                 | 1490 bis Ende 19. Jh.                                                                             | deutsch-baltisches Adelsgeschlecht, 1561 polnisches Indigenat, 1620 kurländische Ritterschaft, 1741 livländische Ritterschaft |                                            |
| Berg (Rheinland)                                             | 1357                                                                                              | rheinländisches Adelsgeschlecht |                                            |
| Berg (Vogtland)                                              | seit 14. Jh.                                                                                      | vogtländisches Adelsgeschlecht |                                            |
| Berg genannt Schrimpf                                        | seit 1574                                                                                         | fränkisch-schwäbisches Rittergeschlecht |                                            |
| Berga                                                        | ?                                                                                                 | thüringisch-fränkisches Adelsgeschlecht |                                            |
| op dem Berge                                                 | ?                                                                                                 | erloschenes westfälisches Adelsgeschlecht |                                            |
| von dem Berge                                                | bis 1707                                                                                          | erloschenes münsterländisches Adelsgeschlecht |                                            |
| vom Berge (von dem Berge)                                    | 1096                                                                                              | ostwestfälisches Adelsgeschlecht |                                            |
| zum Berge                                                    | seit 1533                                                                                         | aus Unna stammendes, kurländisches Adelsgeschlecht; 1580 polnischer Adelsstand; 1620 Immatrikulation in die III. Klasse der Kurländischen Ritterschaft; russische Anerkennung der Berechtigung zur Führung des Baronstitels durch Senatsukase vom 18. Mai 1834 und 3. April 1862                  |                                            |
| Berge (und Herrendorff)                                      | seit 1383                                                                                         | schlesisch-niederlausitzisches Uradelsgeschlecht; 1694 Reichsgrafenstand; 1715 böhmischer Freiherrenstand; 1716 böhmischer Grafenstand |                                            |
| Bergen genannt Kessel                                        | ab 1355                                                                                           | Adelsgeschlecht im Westerwald |                                            |
| Berger                                                       | seit 1717                                                                                         | hannoversches Adelsgeschlechts; 1717 und 1722 mit dem Prädikat Ritter und Edler Herr Reichsritterstand; 1776 dänische Adelsnaturalisation |                                            |
| Bergh                                                        | 11. Jh.                                                                                           | altes, erloschenes Grafengeschlecht (1100–1416) |                                            |
| Berghe von Trips                                             | seit 15. Jh.                                                                                      | limburgischer Uradel |                                            |
| Bergheim                                                     | seit 1183                                                                                         | Nachfolgelinie der Ministerialen von Itzling und Fischach, die ihrerseits im Hochstift Salzburg bedeutsame Dienstmänner der Erzbischöfe waren |                                            |
| Bergknecht                                                   | ?                                                                                                 | westfälisches Adelsgeschlecht |                                            |
| Berglasen                                                    | 1350–1766                                                                                         | rügensch-pommersches Geschlecht |                                            |
| Bergum                                                       | seit 12. Jh.                                                                                      | deutsch-niederländisches Adels- und Patriziergeschlecht |                                            |
| Beringer                                                     | seit 6. Jh.                                                                                       | konstruiertes anhaltisches Adelsgeschlecht | –                                          |
| Berka                                                        | 1154–1272                                                                                         | thüringisches Geschlecht mit einer kleinen Grafschaft bei Weimar | –                                          |
| Berkule                                                      | seit 1191 bis ?                                                                                   | westfälisches Adelsgeschlecht des Ritterstandes. Es beherrschte im 13. Jahrhundert den Raum südlich von Warburg |                                            |
| Berlepsch                                                    | seit 1369                                                                                         | altes, hessisches Uradelsgeschlecht; 1869 Grafenstand, 1876 Freiherrenstand |                                            |
| Berlichingen                                                 | seit 1151                                                                                         | altes, reichsunmittelbares Rittergeschlecht fränkischen Ursprungs |                                            |
| Bermentlo                                                    | seit 1229                                                                                         | westfälisches Adelsgeschlecht |                                            |
| Bernefuer                                                    | seit 1151                                                                                         | westfälischen Adelsgeschlecht der ehemaligen Grafschaft Oldenburg sowie des ehemaligen Niederstifts Münster sowie des ehemaligen Hochstifts Osnabrück |                                            |
| Bernewitz                                                    | seit 1540                                                                                         | deutsche und kurländische Adelsfamilie; 1867 Freiherren |                                            |
| Bernhard                                                     | seit 17. Jh.                                                                                      | aus dem Westerwald stammendes Geschlecht; 1830 bayerischer Freiherrenstand |                                            |
| Bernhausen                                                   | 1027–1839                                                                                         | aus Bernhausen südlich von Stuttgart stammendes schwäbisches Adelsgeschlecht |                                            |
| Berninghausen                                                | 14. Jh.                                                                                           | alte, erloschene westfälische ritterschaftliche Familie |                                            |
| Bernsau                                                      | Mitte des 11. Jh. bis 1715                                                                        | bergisches Uradelsgeschlecht |                                            |
| Bernstorff                                                   | seit 1300                                                                                         | mecklenburgische Uradelsfanmilie; 1300 Reichsfreiherrenstand, 1767 dänischer Grafenstand |                                            |
| Bernus                                                       | seit 1682                                                                                         | deutsch-österreichisches Adelsgeschlecht, das 1682 aus Italien über Lüttich nach Deutschland kam; 1912 in den Adelstand erhoben |                                            |
| Bernuth                                                      | 1655–1786                                                                                         | aus Groß Rosenburg an der Saale in der ehemaligen Grafschaft Barby stammendes Adelsgeschlecht; 1786 preußischer Adelsstand |                                            |
| Berstett                                                     | 1120–1893                                                                                         | elsässisches Uradelsgeschlecht |                                            |
| Berstrate                                                    | bis Anfang 16. Jh.                                                                                | erloschenes westfälisches Adelsgeschlecht |                                            |
| Berswordt                                                    | seit 1249                                                                                         | Namen und Wappenvereinigung mit denen der uradeligen Familie von Wallrabe im 18. Jahrhundert – Preußische Adelsanerkennung 1906 |                                            |
| Bertouch                                                     | seit 1640                                                                                         | aus Thüringen stammendes, preußisches Adelsgeschlecht |                                            |
| Berwangen                                                    | 1325–1522                                                                                         | spätmittelalterliches Adelsgeschlecht |                                            |
| Berwinkel, auch Bärwinkel                                    | 1181–1662                                                                                         | erloschenes uradeliges Ministerialen- und Rittergeschlecht im Bistum Halberstadt, Erzbistum Magdeburg und in der Altmark. |                                            |
| Beschwitz                                                    | seit 1227                                                                                         | meißnisches Adelsgeschlecht; 1635 Reichsfreiherrenstand |                                            |
| Besnard                                                      | seit 18. / 19. Jh.                                                                                | pfalz-bayerisches Briefadelsgeschlecht |                                            |
| Bessel                                                       | ab 1494 / 1630                                                                                    | westfälisches Adelsgeschlecht |                                            |
| Besser                                                       | seit 1768                                                                                         | aus Thüringen stammendes, preußisches Adelsgeschlecht |                                            |
| Besserer                                                     | 1264–2004                                                                                         | schwäbischer Uradel, Ulmer Patriziergeschlecht; 1552 Bestätigung des rittermäßigen Reichsadelsstandes, 1817 bayerischer Freiherrnstand, 1838 württembergischer Freiherrenstand |                                            |
| Besserer                                                     | ?                                                                                                 | preußisches Adelsgeschlecht |                                            |
| Besten                                                       | 1257–1656                                                                                         | erloschenes westfälisches Adelsgeschlecht |                                            |
| Bethmann                                                     | seit 1416                                                                                         | in Frankfurt am Main ansässige Familie; 1808 österreichischer Adelsstand; 1854 badischer Freiherrnstand |                                            |
| Bettendorff                                                  | 1071–1942                                                                                         | reichsunmittelbare Reichsfreiherren; 1695 Reichsfreiherrenstand |                                            |
| Bettstein                                                    | seit 1292                                                                                         | lothringisches Uradelsgeschlecht |                                            |
| Betzdorf                                                     | seit 1360 (Johann v. Betzdorf)                                                                    | Ritter- und Ministerialengeschlecht aus dem Westerwald, Vasallen der Grafen zu Sayn |                                            |
| Beuggen                                                      | seit 1113                                                                                         | südbadisches Adelsgeschlecht |                                            |
| Beulwitz                                                     | seit 1137                                                                                         | altes, thüringisch-osterländisches Adelsgeschlecht; 1818 und 1854 bayerischer Freiherrenstand, 1884 württembergische Bestätigung und österreichische Prävalierung des Freiherrenstandes |                                            |
| Beurhaus                                                     | bis 19. Jh.                                                                                       | erloschenes westfälisches Adelsgeschlecht; 1750 Erhebung in den Adelsstand |                                            |
| Beust                                                        | seit 1228                                                                                         | altes, altmärkisches Adelsgeschlecht; 1777 Reichsgrafenstand; für andere Linien Freiherrentitel im Großherzogtum Baden 1856 anerkannt. |                                            |
| Beutel                                                       | 14. bis 2. Hälfte 18. Jh.                                                                         | preußisches Adelsgeschlecht |                                            |
| de Bever                                                     | bis ca. 1600                                                                                      | erloschenes westfälisches Adelsgeschlecht |                                            |
| Beverförde zu Werries                                        | ?                                                                                                 | westfälisches Adelsgeschlecht |                                            |
| Bevern                                                       | 1139 bis frühes 19. Jh.                                                                           | westfälisches Adelsgeschlecht, das aus der Familie von Meinhövel hervorging, die seit 1139 den Zusatz „von Bevern“ führte. |                                            |
| Bevern                                                       | bis 1588                                                                                          | erloschenes, niedersächsisches Adelsgeschlecht |                                            |
| Bevessen                                                     | bis 1490                                                                                          | erloschenes westfälisches Adelsgeschlecht |                                            |
| Beyer                                                        | seit 1786                                                                                         | preußisches Adelsgeschlecht |                                            |
| Beyer von Boppard                                            | 13. bis 16. Jh.                                                                                   | rheinländisches Adelsgeschlecht |                                            |
| Biberegg-Roggenburg                                          | 12. Jh.                                                                                           | schwäbisches Adelsgeschlecht | –                                          |
| Biberern                                                     | ab 13. Jh.                                                                                        | erloschenes fränkisches Adelsgeschlecht um Creglingen an der Tauber |                                            |
| Bibow                                                        | seit 1216                                                                                         | mecklenburgisches Uradelsgeschlecht |                                            |
| Bibra                                                        | seit 1119                                                                                         | fränkisch-thüringisches Uradelsgeschlecht; 1698 Freiherrenstand |                                            |
| Bibran                                                       | bis 1829                                                                                          | schlesisches Uradelsgeschlecht; 1624 Freiherrenstand |                                            |
| Bibritsch                                                    | 14. bis 17. Jh.                                                                                   | erloschenes schlesisch-sächsisches Adelsgeschlecht |                                            |
| Bichelsee                                                    | seit 1209                                                                                         | im Thurgau bedeutendes und begütertes Schweizer Adelsgeschlecht |                                            |
| Bicken                                                       | 1218–1732                                                                                         | mittelhessisches Adelsgeschlecht; siehe auch Stammliste der Herren von Bicken |                                            |
| Bickenbach                                                   | 1130–1486                                                                                         | mitteldeutsches Rittergeschlecht |                                            |
| Bidembach                                                    | 1654–18. Jh.                                                                                      | erloschene, ursprünglich aus Hessen stammende Gelehrtenfamilie, die 1654 in den Adelsstand erhoben wurde |                                            |
| Bieberstein                                                  | 1218–1667 (?)                                                                                     | Adelsgeschlecht aus der Markgrafschaft Meißen (Burg Bieberstein); 1547 böhmischer Freiherrnstand |                                            |
| Biedenfeld                                                   | seit 1215                                                                                         | oberhessisches Adelsgeschlecht |                                            |
| Biedermann                                                   | ab 1802                                                                                           | sächsisches Briefadelsgeschlecht; 1802 Freiherrenstand |                                            |
| Biedersee                                                    | seit 14. Jh.                                                                                      | anhaltisches Adelsgeschlecht |                                            |
| Biegeleben                                                   | seit 1723                                                                                         | westfälisch-hessisches Adelsgeschlecht |                                            |
| Biel                                                         | bis 13. Jh.                                                                                       | mittelhessisches Rittergeschlecht | –                                          |
| Biel                                                         | seit 1791                                                                                         | mecklenburgisches Adelsgeschlecht |                                            |
| Bielke                                                       | seit 1266                                                                                         | schwedisches und preußisches Adelsgeschlecht |                                            |
| Bienburg (Biegenburg)                                        | bis 13. Jh.                                                                                       | staufisches Ministerialengeschlecht |                                            |
| Bienemann von Bienenstamm                                    | seit 1794                                                                                         | deutsch-baltisches Briefadelsgeschlecht |                                            |
| Biesenrodt                                                   | 1194–1850                                                                                         | erloschenes sächsisches Adelsgeschlecht |                                            |
| Bila (Biela, Byla)                                           | seit 1200                                                                                         | thüringisches Uradelsgeschlecht |                                            |
| Bilitzer von Bilitz                                          | 1534–1672                                                                                         | erloschenes schlesisches Adelsgeschlecht |                                            |
| Billerbeck                                                   | seit 1301                                                                                         | ursprünglich niedersächsisches Adelsgeschlecht. Seit etwa 1400 Linien in Mecklenburg, Brandenburg und Pommern |                                            |
| Billerbeck (Münsterland)                                     | 1092 bis ca. 1650                                                                                 | drei erloschene, münsterländische Adelsgeschlechter |                                            |
| Billunger                                                    | 811–1106                                                                                          | altes Grafengeschlecht | –                                          |
| Bilow                                                        | seit 1320                                                                                         | vorpommersches Uradelsgeschlecht |                                            |
| Bilstein                                                     | 1225 bis 14. Jh.                                                                                  | mittelalterliches, westfälisches Adelsgeschlecht |                                            |
| Binder von Degenschild                                       | seit 1747                                                                                         | österreichisches Adelsgeschlecht; 1747 erbländisch-österreichischer Ritterstand |                                            |
| Binder von Krieglstein                                       |                                                                                                   | aus dem Elsass stammende Patrizierfamilie; 1550 Reichsadel, 1723 mit „von Krieglstein“ Reichsritterstand, 1759 Reichsfreiherrenstand |                                            |
| Binkhof                                                      | 1315 bis ca. 1570                                                                                 | erloschenes westfälisches Adelsgeschlecht |                                            |
| Birckhahn                                                    | seit 1247                                                                                         | ursprünglich mecklenburgisches, später preußisches Adelsgeschlecht |                                            |
| Birkigt                                                      | seit 1317                                                                                         | meißnisch-sächsisches Uradelsgeschlecht |                                            |
| Biron von Curland                                            | 1638 bis 19. Jh.                                                                                  | aus Westfalen nach Kurland eingewanderte Familie; 1730 russischer Grafenstand |                                            |
| Bischoffshausen                                              | seit 1255                                                                                         | niedersächsischer Uradel, 1854 sachsen-meininger Bestätigung des Freiherrenstandes, 1877 preußische Anerkennung |                                            |
| Bischofswerder auf Ebersbach                                 | seit 14. Jh.                                                                                      | in Görlitz ansässiges Landadelsgeschlecht |                                            |
| Bischopinck                                                  | seit 1092                                                                                         | westfälisches Adelsgeschlecht, Erbmänner zu Münster, litauisch-polnischer Zweig Bisping (v. Gallen) |                                            |
| Bischwang                                                    | ?                                                                                                 | erloschenes ursprünglich aus Schwaben stammendes, nach Mecklenburg ausgewandertes Adelsgeschlecht |                                            |
| Bismarck                                                     | seit 1270                                                                                         | altes, deutsches Adelsgeschlecht aus Stendal mit den fünf Linien Bismarck, Bismarck-Bohlen, Bismarck-Osten, Bismarck(-Schierstein), Bismarck(-Schönhausen) |                                            |
| Bissing / Bissingen                                          | seit 1393                                                                                         | vermutlich aus Schwaben stammendes altes Adelsgeschlecht; 1644 anhaltischer, 1851 preußischer Freiherrenstand |                                            |
| Bistram                                                      | seit 15. Jh.                                                                                      | ursprünglich in Schlesien beheimatet, baltisches Adelsgeschlecht |                                            |
| Bitter                                                       | seit 1880                                                                                         | Briefadel: 1880 preußischer Adelsstand |                                            |
| Blacha                                                       | seit 1466                                                                                         | altes schlesisches Adelsgeschlecht, die evang. und die kath. Linie von Blacha und Lubie haben verschiedene Wappen | Blacha (evang. Linie) Blacha (kath. Linie) |
| Blanckenberg                                                 | --                                                                                                | erloschenes thüringisch-fränkisches Adelsgeschlecht |                                            |
| Blanckenburg                                                 | seit 1173                                                                                         | märkisch-pommerisch-mecklenburgisches Adelsgeschlecht; 1799 preuß. Freiherrenstand |                                            |
| Blanckenhagen                                                | seit 1588                                                                                         | deutsch-baltisches Adelsgeschlecht, dessen Ursprung höchstwahrscheinlich in Pommern liegt |                                            |
| Blanckensee                                                  | seit 1234                                                                                         | neumärkisches Uradelsgeschlecht, das sich später auch nach Pommern und Posen ausbreitete; 1798 preußischer Grafenstand |                                            |
| Blankart                                                     | seit 1176                                                                                         | ursprünglich, lothringisches Uradelsgeschlecht, später in der Eifel, am Niederrhein, in Belgien und Preußen |                                            |
| Blankenfelde                                                 | bis 17. Jh.                                                                                       | Berliner Patrizier- und Ratsfamilie vor allem vom 13.–16. Jahrhundert |                                            |
| Blankenheim                                                  | seit 1115                                                                                         | Adelsgeschlecht aus der Eifel, 1380 in den Grafenstand erhoben. Die Grafen nannten sich ab 1469 Manderscheid-Blankenheim. 1794 Flucht der Gräfin Augusta samt Familie nach Böhmen. |                                            |
| Blankennagel                                                 | 1697 bis Mitte 18. Jh.                                                                            | westfälisches Adelsgeschlecht |                                            |
| Blarer von Wartensee                                         | seit 1225                                                                                         | Schweizer Adelsgeschlecht |                                            |
| Blasebalg                                                    | bis 1705                                                                                          | erloschenes sächsisches Adelsgeschlecht |                                            |
| Bledeln                                                      | 12. und 13. Jh.                                                                                   | niedersächsisches Adelsgeschlecht | –                                          |
| Blixen                                                       | seit 1239                                                                                         | pommerscher Uradel; 1772 schwedischer und 1802 dänischer Freiherrenstand; 1794 Namensvereinigung mit den von Finecke als Blixen-Finecke |                                            |
| Blomberg                                                     | seit 1307                                                                                         | westfälisches Geschlecht, Linien in Kurland und Schwaben (†) |                                            |
| Blome                                                        | 1342–1945                                                                                         | ursprünglich niedersächsisches Adelsgeschlecht, das dem Calenberger Uradel entstammte und später nach Holstein und Dänemark gelangte |                                            |
| Blome                                                        | 1281 bis ca. 1500                                                                                 | erloschenes westfälisches Adelsgeschlecht |                                            |
| Blomensaet                                                   | bis Anfang 16. Jh.                                                                                | erloschenes westfälisches Adelsgeschlecht |                                            |
| Blücher                                                      | seit 1214                                                                                         | mecklenburgischen Uradel; 1777 dänischer, 1814 preußischer Grafenstand; 1861 Fürstenwürde in der Primogenitur |                                            |
| Bludowski                                                    | bis 1915                                                                                          | schlesisches Adelsgeschlecht |                                            |
| Blumberg                                                     | seit 1260                                                                                         | schwäbisches Adelsgeschlecht |                                            |
| Blume                                                        | seit 1633                                                                                         | Hannoveraner Patrizier- und Adelsgeschlecht; 1633 Adelsstand |                                            |
| Blumegg                                                      | 15. Jh.                                                                                           | selbstständige Linie der Herren von Blumberg |                                            |
| Blumencron                                                   | 1690                                                                                              | ursprünglich böhmischer Ritterstand, später Freiherrn |                                            |
| Blumenthal                                                   | seit 1241                                                                                         | märkisches Adelsgeschlecht; 1646 Reichsfreiherren (Haus Pröttlin); 1733 Reichsgrafen (Haus Vehlow); 1768 preußische Grafen (Haus Horst); 1786 preußische Grafen (Haus Steinhöfel); 1840 preußische Grafen (Haus Suckow); 1883 preußische Grafen (Haus Quellendorf)                                |                                            |
| Blümlein                                                     | 1160–1488                                                                                         | erloschenes fränkisches Uradelsgeschlecht |                                            |
| Blumröder (Blumenröther)                                     | seit 1816                                                                                         | westfälisches Adelsgeschlecht; 1816 fürstlich schwarzburg-sonderhausenscher Adelsstand |                                            |
| Boblick                                                      | ?                                                                                                 | sächsisches Adelsgeschlecht |                                            |
| Boch                                                         | 1892                                                                                              | Kaufmannsfamilie aus Deutsch-Oth in Lothringen; 1892 preußischer Adelsstand; 1907 Namen- und Wappenvereinigung mit Galhau |                                            |
| Bocholtz                                                     | seit 1127                                                                                         | altes niederrheinisches Adelsgeschlecht; 1803 preußischer Grafenstand (vorher schon länger Freiherren) |                                            |
| Bock                                                         | bis 1588                                                                                          | erloschenes westfälisches Adelsgeschlecht |                                            |
| Bock a.d.H. Lachmes                                          | seit 16. Jh.                                                                                      | livländisches Geschlecht, schwedisches Indigenat |                                            |
| Bock a.d.H. Suddenbach                                       | bis ca. 1800                                                                                      | erloschenes deutsch-baltisches Adelsgeschlecht |                                            |
| Bock und Polach                                              | seit 1206                                                                                         | meißnerisches Uradelsgeschlecht |                                            |
| Bock von Wülfingen                                           | seit 1175                                                                                         | niedersächsisches Uradelsgeschlecht |                                            |
| Bockelnhagen                                                 | 1143–1313                                                                                         | niedersächsisch-thüringisches Adelsgeschlecht |                                            |
| (Kynbe von Ostendorp genannt) Bockemul                       | 1296 bis Anfang 17. Jh.                                                                           | erloschenes sauerländisches Adelsgeschlecht |                                            |
| Böckenförde genannt Schüngel                                 | 1244 bis 18. / 19. Jh.                                                                            | erloschenes westfälisches Adelsgeschlecht |                                            |
| Böckingen                                                    | 1140–1550                                                                                         | erloschenes Adelsgeschlecht aus Böckingen; Ministeriale der Grafen von Calw; es besteht Wappengleichheit mit den Grafen von Neipperg |                                            |
| Böcklin von Böcklinsau                                       | seit 1266                                                                                         | elsässisches Adelsgeschlecht |                                            |
| Bockroden                                                    | bis 1632                                                                                          | erloschenes niedersächsisches Adelsgeschlecht |                                            |
| Bocksdorf                                                    | ?                                                                                                 | sächsisches Adelsgeschlecht |                                            |
| Bockum-Dolffs                                                | seit 1322                                                                                         | westfälisches Adelsgeschlecht |                                            |
| Böddenstedt                                                  | bis 16. Jh.                                                                                       | erloschenes lüneburgisch-mecklenburgisches Adelsgeschlecht |                                            |
| Boddien                                                      | seit 1787                                                                                         | mecklenburgisches Adelsgeschlecht |                                            |
| Bode                                                         | seit 1713                                                                                         | badisches Adelsgeschlecht |                                            |
| Bodeck (Bodeck von Ellgau)                                   | seit 1250                                                                                         | Thorner Stadtgeschlecht |                                            |
| Bodelschwingh                                                | seit Ende 13. Jh.                                                                                 | rheinisch-westfälisches Adelsgeschlecht; Freiherren seit 14. Jahrhundert |                                            |
| Bodelschwingh-Plettenberg                                    | seit 1788                                                                                         | Linie des Adelsgeschlechts derer von Plettenberg |                                            |
| Bodenhausen                                                  | seit 1135                                                                                         | altes, niedersächsisches Adelsgeschlecht; 1669 Reichsfreiherrenstand |                                            |
| Bodenstein                                                   | seit 11. Jh.                                                                                      | thüringisches Adelsgeschlecht |                                            |
| Bodisco                                                      | seit um 1560                                                                                      | aus Holland nach Russland eingewandert, um 1770 erblicher russischer Adel, immatrikulation bei der Estländischen Ritterschaft, 1802, 1860 und 1870 russische Adelsanerkennung, 1803 russischer Wappenbrief                                                                                        |                                            |
| Bodman                                                       | seit 1152                                                                                         | hochfreies, schwäbisch-badisches Adelsgeschlecht; 1690 / 1716 Reichsfreiherren; 1902 badischer Grafenstand (primogenitur) (als von und zu Bodmann). |                                            |
| Bodungen                                                     | seit 1186                                                                                         | Thüringer Uradel mit gleichnamigem Stammhaus bei Worbis, später auch in Sachsen und Preußen |                                            |
| Boehmer                                                      | seit 1634                                                                                         | Briefadel; 1743 preußischer Adelsstand |                                            |
| Boehn (Boehnen)                                              | seit 1287                                                                                         | pommerscher Uradel; 1813 bayer. Erlaubnis zur Fortführung des Freiherrentitels |                                            |
| Boele                                                        | 1240 bis ca. 1520                                                                                 | erloschenes westfälisches Adelsgeschlecht |                                            |
| Boenen                                                       | seit 13. Jh.                                                                                      | westfälisches Adelsgeschlecht; nahmen im 18. Jh. den Namen Westerholt-Gysenberg an |                                            |
| Boeselager                                                   | seit 1363                                                                                         | altes Adelsgeschlecht aus dem Erzbistum Magdeburg; 1823 preußischer Freiherrenstand |                                            |
| Boetticher                                                   | seit 1204                                                                                         | hohnsteinisch-thüringisches Adelsgeschlecht |                                            |
| Boetzelaer                                                   | seit 1256                                                                                         | niederländische Adelsfamilie aus dem Bereich Kleve; deutsche Linie 1711 ausgestorben |                                            |
| Bogen                                                        | bis 1242                                                                                          | mächtiges, ostbayerisches Grafengeschlecht; 1242 erloschen |                                            |
| Bögge                                                        | 1210 bis 16. Jh.                                                                                  | erloschenes westfälisches Adelsgeschlecht |                                            |
| Boggen                                                       | bis 18. Jh.                                                                                       | erloschenes westfälisches Adelsgeschlecht |                                            |
| Böhl / Böhl von Faber                                        | seit 1806 / 1818                                                                                  | zwei stammgleiche mecklenburgische Adelsgeschlechter |                                            |
| Bohlen                                                       | seit 1236                                                                                         | altes, ursprünglich rügensches Adelsgeschlecht |                                            |
| Bohlen und Halbach                                           | seit 1613/4 Halbach                                                                               | bedeutende, deutsche Unternehmerfamilie; 1871 von Bohlen und Halbach, seit 1906 Krupp von Bohlen und Halbach |                                            |
| Böhme                                                        | ab 1789                                                                                           | sächsisches Briefadelsgeschlecht; 1789 Adelsstand |                                            |
| Böhmer                                                       | bis 1726                                                                                          | hölländisch-westfälisches Freiherrengeschlecht |                                            |
| Bolanden                                                     | 1128–1602                                                                                         | Reichsministeriale – später Souveräne |                                            |
| Bolandt                                                      | bis 1868                                                                                          | erloschenes westfälisch-rheinländisches Patrizier- und Adelsgeschlecht; 1628 Bestätigung des alten Adels und Erhebung in den Reichsfreiherrenstand |                                            |
| Boltenstern                                                  | seit 1675                                                                                         | schwedisch-pommersches Adelsgeschlecht |                                            |
| Boltz                                                        | 14. und 15. Jh.                                                                                   | erloschenes schlesisches Adelsgeschlecht |                                            |
| Boltzen                                                      | bis 1642                                                                                          | erloschenes niedersächsisch-westfälisches Adelsgeschlecht |                                            |
| Bombast von Hohenheim                                        | seit 12. Jh.                                                                                      | schwäbisches Adelsgeschlecht |                                            |
| Bomsdorff                                                    | seit 1310                                                                                         | uradeliges Geschlecht aus der Niederlausitz |                                            |
| Bona                                                         | um 1100                                                                                           | sehr altes Adelsgeschlecht aus den k.k. Erblanden; stammt vermutlich aus Frankreich; Reichsritterstand 1535 |                                            |
| Boncompagni-Ludovisi                                         | seit 1300                                                                                         | italienisches Patriziergeschlecht |                                            |
| Bonda                                                        | ?                                                                                                 | Patriziergeschlecht der Republik Ragusa; 1817 Österreichische Adelsbestätigung; 1857 Österreichischer Grafenstand |                                            |
| Bondeli                                                      | seit 1703                                                                                         | Schweizer Patriziergeschlecht, das 1703 in den preußischen Freiherrenstand erhoben wurde |                                            |
| Bongart                                                      | seit 1220                                                                                         | jülisches Uradelsgeschlecht der niederrheinischen Reichsritterschaft, seit 1629 Reichsfreiherren (siehe auch baltische Baumgarten) |                                            |
| Bonin                                                        | seit 1294                                                                                         | hinterpommersches Uradelsgeschlecht |                                            |
| Bönninghausen                                                | seit 15. Jh.                                                                                      | westfälisches Adelsgeschlecht; 1634 Reichsfreiherrenstand |                                            |
| Bönninghausen                                                | 15. bis 17. Jh.                                                                                   | deutsch-baltisches Adelsgeschlecht; 1649 schwedischer Adelsstand |                                            |
| Bönninghausen gen. Budberg                                   | seit 1313                                                                                         | deutsch-baltisches Adelsgeschlecht |                                            |
| Bonslede                                                     | 1373 bis 1. Hälfte 16. Jh.                                                                        | erloschenes westfälisches Adelsgeschlecht |                                            |
| Bonstetten                                                   | seit 1122                                                                                         | altes, alemannisches Adelsgeschlecht; 1499 Bestätigung der Freiherrenwürde |                                            |
| Boos von Waldeck                                             | seit 1243                                                                                         | altes, rheinisches Ministerialengeschlecht; 1698 Herrenstand (Freiherr); 1790 Reichs- und bayerischer Grafenstand |                                            |
| Borch                                                        | 1181–1502                                                                                         | stiftsbremische Ministerialenfamilie |                                            |
| von der Borch / Borch-Lubeschütz                             | seit 1310                                                                                         | westfälisches Adelsgeschlecht; nicht verwandt mit dem bremischen Ministerialengeschlecht von Borch |                                            |
| Borcke                                                       | seit 1170                                                                                         | altes, pommersches Geschlecht; Ende 17. des Jahrhunderts wird das Prädikat „von“ angenommen; Grafendiplome 1740, 1790 und 1840 |                                            |
| Bordelius                                                    | seit 1800                                                                                         | westfälisch-baltisches Adelsgeschlecht; 1800 Erhebung in den Reichsadelsstand |                                            |
| Bordesloh                                                    | 1267–1682                                                                                         | ausgestorbenes uraltes adeliges Rittergeschlecht |                                            |
| Borewitz                                                     | ?                                                                                                 | kurländisch-preußisches Adelsgeschlecht |                                            |
| Borggreve                                                    | ab 1803                                                                                           | westfälisches Adelsgeschlecht |                                            |
| Borghese                                                     | seit 1238                                                                                         | römisches Adelsgeschlecht |                                            |
| Borghorst                                                    | bis 17. Jh.                                                                                       | erloschenes westfälisches Adelsgeschlecht |                                            |
| Borkelo                                                      | 1151 bis ca. 1400                                                                                 | erloschenes westfälisches Edelherrengeschlecht |                                            |
| Bormann von Kessel                                           | ?                                                                                                 | westfälisches Adelsgeschlecht |                                            |
| von dem Borne                                                | seit 1264                                                                                         | altes, märkischen Adelsgeschlecht |                                            |
| von dem Borne                                                | bis 1600                                                                                          | erloschenes westfälisches Adelsgeschlecht |                                            |
| Bornheim                                                     | seit 1173                                                                                         | rheinisches, ursprünglich dynastisches Adelsgeschlecht |                                            |
| Bornstaedt                                                   | seit 1120                                                                                         | Thüringer Uradelsgeschlecht |                                            |
| Bornstedt                                                    | seit 1232                                                                                         | magdeburgisches Adelsgeschlecht |                                            |
| Borries                                                      | seit 1390                                                                                         | Mindener Stadtgeschlecht; 1733 Reichsadelsbestätigung; 1860 hannoveraner Grafenstand (Primogenitur); |                                            |
| Borschnitz                                                   | 1295–1696                                                                                         | erloschenes schlesisch-polnisches Adelsgeschlecht |                                            |
| Borstel                                                      | 1248                                                                                              | bremisches Adelsgeschlecht; 1566 Adelsbestätigung |                                            |
| Borstell                                                     | 1209                                                                                              | altmärkisches Uradelsgeschlecht |                                            |
| Bortfeld                                                     | 1169–1688                                                                                         | niedersächsisches Adelsgeschlecht |                                            |
| Borwitz                                                      | 14. bis 19. Jh.                                                                                   | schlesisches Adelsgeschlecht |                                            |
| Bose                                                         | seit 1230                                                                                         | sächsisches Uradelsgeschlecht |                                            |
| Bosen (auch Bose)                                            | seit 13. Jh.                                                                                      | westfälisches Adelsgeschlecht |                                            |
| Boskowitz                                                    | 1230–1597                                                                                         | böhmisches Adelsgeschlecht |                                            |
| Bosse                                                        | seit 1894                                                                                         | preußisch-russisches Briefadelsgeschlecht; 1894 Aufnahme in den preußischen Adel |                                            |
| Bosse                                                        | seit 1659                                                                                         | sächsisch-schlesisches Adelsgeschlecht; 1659 Reichsadelsstand; 1750 Anerkennung des Adels in Preußen |                                            |
| Both                                                         | seit 1273                                                                                         | mecklenburgisches Uradelsgeschlecht |                                            |
| Bothfeld                                                     | 1162–1729                                                                                         | altes, meißnerisches Adelsgeschlecht |                                            |
| Bothmer                                                      | seit 1162                                                                                         | niedersächsisches Adelsgeschlecht; Haus Lauenbrück: 1696 Reichsfreiherren, 1713: Reichsgrafen; Haus Bennemühlen:1881 preußische Freiherren |                                            |
| Botsch                                                       | 14. Jh. bis 1637                                                                                  | erloschenes Tiroler Adelsgeschlecht, das ursprünglich aus Florenz stammt |                                            |
| Bottlenberg                                                  | seit 1189                                                                                         | bergisches und westfälisches Adelsgeschlecht |                                            |
| Botzheim                                                     | seit 1309                                                                                         | ober- und mittelrheinisches Adelsgeschlecht; 1884 Freiherren |                                            |
| Botzlaer                                                     | seit ca. 1256                                                                                     | klevisch-niederländisches Adelsgeschlecht |                                            |
| Botzlar                                                      | bis 14. Jh.                                                                                       | erloschenes westfälisches Dynastengeschlecht |                                            |
| Bouget                                                       | seit 1684                                                                                         | aus Frankreich stammendes Adelsgeschlecht |                                            |
| Bourscheid                                                   | seit 1122                                                                                         | rheinisches Adelsgeschlecht |                                            |
| Boutteville                                                  | seit 1790                                                                                         | erloschenes lothringisches Adelsgeschlecht; 1842 Immatrikulation im Königreich Bayern bei der Freiherrenklasse |                                            |
| Bovelino                                                     | seit 14. Jh.                                                                                      | graubündnerisch-lombardisches Adelsgeschlecht |                                            |
| Bovenden                                                     | 1170–Ende 16. Jh.                                                                                 | niedersächsisches Adelsgeschlecht |                                            |
| Boxberger (Boxberg)                                          | seit 1450                                                                                         | fränkisches Adelsgeschlecht mit drei unabhängigen Linien: Boxberger (Franken), Boxberg (Österreich), Boxberg (Sachsen), die alle im 16. Jahrhundert erstmals auftreten |                                            |
| Boxtert                                                      | bis Mitte 18. Jh.                                                                                 | erloschenes westfälisches Adelsgeschlecht |                                            |
| Boymont zu Payrsberg                                         | 12. Jh. bis 1791                                                                                  | Uradelsgeschlecht aus dem südlichen Tirol; 1568 Freiherrenstand; 1700 Reichsgrafenstand |                                            |
| Boyneburg / Boineburg und Lengsfeld                          | seit 1120                                                                                         | niederhessisches Freiherren- und Grafengeschlecht. Es existieren seit Mitte des 12. Jahrhunderts zwei Stämme (A und B) ohne nachweisbaren Zusammenhang mit unterschiedlichen Wappen. | Stamm AStamm B                             |
| Brabeck                                                      | seit 13. Jh.                                                                                      | westfälisches Adelsgeschlecht; 1803 preußischer Grafenstand |                                            |
| Brackel                                                      | bis 19. Jh.                                                                                       | ursprünglich aus Livland stammendes, später in Dänemark und Westfalen ansässiges Adelsgeschlecht |                                            |
| Brackel                                                      | seit 1225                                                                                         | deutsch-baltisches Uradelsgeschlecht, 1270 dänisch (†), 16. Jahrhundert kurländisch (†), 1742 livländisch, 1836 bayerischer Freiherrnstand (†), 1756 schwedisch (†), 1818 finnisch (†) |                                            |
| Brackel                                                      | seit 1218                                                                                         | rheinländisch-westfälisches Adelsgeschlecht; 1845 Anerkennung preußischer Freiherrenstand |                                            |
| Brackenlohr                                                  | 1284–1452                                                                                         | erloschenes fränkisches Uradelsgeschlecht |                                            |
| Bradke                                                       | seit 17. Jh.                                                                                      | ursprünglich aus Lübeck stammendes, deutsch-baltisches Adelsgeschlecht |                                            |
| Brae                                                         | bis ca. 1647                                                                                      | erloschenes emsländisches Adelsgeschlecht |                                            |
| Braida                                                       | 995                                                                                               | uradeliges Geschlecht aus Savoyen, das sich auf Aleramo I., Conte di Savona zurückführt, österreichische Grafen 1674 |                                            |
| Brakel                                                       | 12.–14. Jh.                                                                                       | ursprünglich edelfreies, westfälisches Adelsgeschlecht |                                            |
| Brambach                                                     | bis 1773                                                                                          | erloschenes westfälisch-hessisches Adelsgeschlecht |                                            |
| Bramsche                                                     | bis um 1500                                                                                       | erloschenes westfälisch-niedersächsisches Adelsgeschlecht |                                            |
| Branconi                                                     | 1766 (?)                                                                                          | aus Kalabrien (Oberitalien) stammendes Adelsgeschlecht namens Pessina de Branconi |                                            |
| Brandenstein                                                 | seit 1282                                                                                         | thüringisches Adelsgeschlecht; 1486 Reichsfreiherren; 1909 Namen- und Wappenvereinigung des Stammes Wernburg-Zöschen mit den Grafen von Zeppelin |                                            |
| Brandis (Niedersachsen)                                      | seit 1383 (bürgerlich)                                                                            | altes, Hildesheimer Stadtgeschlecht; 1769 Reichsadel; 1856 Freiherrnstand |                                            |
| Brandis (Schweiz)                                            | seit 13. Jh.                                                                                      | hochfreies Geschlecht des 13.–16. Jahrhundert |                                            |
| Brandis (Tirol)                                              | seit 1140                                                                                         | südtiroler Adelsgeschlecht; 1580 Alter Herrenstand (Freiherr); 1641 Reichsgrafenstand |                                            |
| Brandis (Zelion genannt Brandis)                             | bis ca. 1900                                                                                      | erloschenes westfälisches Adelsgeschlecht; Erbsälzer; 1708 Reichsadelsstand |                                            |
| Brandlecht                                                   | seit 1321                                                                                         | westfälisches Adelsgeschlecht |                                            |
| Brandt                                                       | seit 1221                                                                                         | altes, fränkisches Adelsgeschlecht |                                            |
| Brandt                                                       | seit 1275                                                                                         | brandenburgisches Adelsgeschlecht |                                            |
| Brandt                                                       | seit 1244                                                                                         | meißnisches Uradelsgeschlecht; später auch in Ostpreußen ansässig |                                            |
| Brandt von Lindau                                            | seit 14. Jh.                                                                                      | sächsisches Adelsgeschlecht |                                            |
| Brasch                                                       | seit 18. Jh.                                                                                      | deutsch-baltisches Adelsgeschlechts, dessen Ursprung in Mecklenburg liegt |                                            |
| Brauchitsch                                                  | seit 1259                                                                                         | altes, schlesisches Adelsgeschlecht |                                            |
| Braun                                                        | ?                                                                                                 | sächsisches, seit 1760 auch österreichisches Adelsgeschlechts; 1764 in den Freiherrenstand erhoben |                                            |
| Braun                                                        | seit 1285                                                                                         | niederschlesischer Uradel; 1573 Reichsfreiherrenstand, 1699 böhmischer Freiherrenstand, 1860 preußische Anerkennung des Freiherrenstandes |                                            |
| Braun von Schmidtburg                                        | ab 1263                                                                                           | rheinland-pfälzisches Adelsgeschlecht; Zweig des Geschlechts Schmidburg |                                            |
| Braunbehrens                                                 | ab 1811 / 1835 / 1900                                                                             | preußisch-anhaltinisches Adelsgeschlecht; 1811 Freiherrenstand; 1835 anhalt-köthenscher Adelsstand; 1900 preußischer Adelsstand |                                            |
| Braunmühl                                                    | seit Anfang 17. Jh.                                                                               | schwäbisches Adelsgeschlecht, 1759 Reichsadels- und erbländisch-österreichischer Adelsstand als Edler von Braunmühl, 1813 Eintragung in die bayerische Adelsmatrikel |                                            |
| Braunschweig                                                 | ab 1390                                                                                           | pommersches Adelsgeschlecht; 1570 und 1648 Adelsbestätigungen |                                            |
| Braunshorn                                                   | 1098–1362                                                                                         | edelfreies Adelsgeschlecht des Mittelalters |                                            |
| Brause (Brudzewski)                                          | 1256                                                                                              | weitverzweigtes, pommersches Adelsgeschlecht |                                            |
| Brawe                                                        | 12. bis 18. Jh.                                                                                   | niedersächsisches Adelsgeschlecht |                                            |
| Bray                                                         | seit 1210                                                                                         | aus der Normandie stammendes, später bayerisches Adelsgeschlecht; 1813 bayerischer Grafenstand |                                            |
| Breckefelden                                                 | 14. und 15. Jh.                                                                                   | aus Westfalen stammendes, später in Lübeck und anderen Hansestädten ansässiges Adelsgeschlecht |                                            |
| Bredenohl                                                    | ab 1281                                                                                           | westfälisches Adelsgeschlecht |                                            |
| Bredenvlet                                                   | um 1330 bis 15. Jh.                                                                               | altes, bremischen und holsteinischen Adelsgeschlechts |                                            |
| Brederlow                                                    | seit 1319                                                                                         | altes, pommersches Adelsgeschlecht |                                            |
| Bredow                                                       | seit 1251                                                                                         | altes, mittelmärkisches Adelsgeschlecht; 1634 Reichsfreiherrenstand; 1674 Reichsgrafenstand |                                            |
| Bregenz (Ulriche)                                            | 1043–1160                                                                                         | österreichisches Grafengeschlecht |                                            |
| Breidbach                                                    | seit 1247                                                                                         | rheinländisches Adelsgeschlecht |                                            |
| Breidenbach zu Breidenstein                                  | seit 1146                                                                                         | hessisches Uradelsgeschlecht |                                            |
| Breisach                                                     | bis 1706                                                                                          | erloschenes Tiroler Adelsgeschlecht |                                            |
| Breitenbach                                                  | 1372 bis 18. Jh.                                                                                  | vogtländisch-sächsisch-thüringisches Adelsgeschlecht |                                            |
| Breitenbuch (Breitenbauch)                                   | seit 1154                                                                                         | altes, thüringisches Adelsgeschlecht |                                            |
| Breitenegg                                                   | 11. bis 15. Jh.                                                                                   | edelfreies, altbayerisches Adelsgeschlecht, das sich nach seinen Hauptsitzen in Prunn, Laaber und Breitenegg nannte |                                            |
| Breitscheid                                                  | 13. bis 16. Jh.                                                                                   | Adelsgeschlecht in der Eifel |                                            |
| Bremen                                                       | ab 1072                                                                                           | Adelsgeschlecht aus Bremen |                                            |
| Bremen                                                       | ab 1707                                                                                           | mecklenburgisches Briefadelsgeschlecht; 1707 Erhebung in den Adelsstand |                                            |
| Bremen                                                       | ab 13. Jh.                                                                                        | westfälisches Adelsgeschlecht, das später auf dem Baltikum, in Schweden und Pommern ansässig war |                                            |
| Bremer                                                       | seit 1233                                                                                         | niedersächsisches Adelsgeschlecht |                                            |
| Bremgarten                                                   | 12. bis 14. Jh.                                                                                   | ein in Bremgarten bei Bern ansässiges Schweizer Adelsgeschlecht | –                                          |
| Brempt                                                       | bis Anfang 19. Jh.                                                                                | erloschenes rheinländisches Adelsgeschlecht |                                            |
| Brendel von Homburg                                          | 1160–1630                                                                                         | Ritteradelsgeschlecht aus Hessen |                                            |
| Brenken                                                      | seit 1102                                                                                         | uradliges, westfälisches Adelsgeschlecht mit dem gleichnamigen Stammhaus bei Büren |                                            |
| Brenkenhoff                                                  |                                                                                                   | ausgestorbenes, preußisches Adelsgeschlecht, das in der Linie Knobelsdorff-Brenkenhoff des Adelsgeschlechts Knobelsdorff fortgeführt wird. |                                            |
| Brenner von Felsach                                          | seit 1675                                                                                         | österreichisches Adelsgeschlecht; 1836 österreichische Freiherrn; |                                            |
| Brent (Brempt)                                               | 1292–1729                                                                                         | erloschenes rheinländisches Adelsgeschlecht; 1628 Reichsfreiherrenstand |                                            |
| Brentano                                                     | seit 1282                                                                                         | uradliges lombardisches Geschlecht; 14. Jahrhundert Grafenstand für Haus B.-Toccia; 1857 österreichischer Freiherrnstand für Haus B.-Gnosso; zwei briefadlige Brentano-Familien haben andere Wappen als die uradligen Brentano                                                                    |                                            |
| Bretz                                                        | ?                                                                                                 | fränkisches Adelsgeschlecht schwäbischen Ursprungs |                                            |
| Bretzenheim                                                  | seit 18. Jh.                                                                                      | pfälzisch-bayerisches Hochadelsgeschlecht |                                            |
| Breuberg                                                     | 1115–1323                                                                                         | edelfreies Dynastengeschlecht aus dem Odenwald; Landvögte der Wetterau; Stammesverwandt mit Frankenstein (Adelsgeschlecht) |                                            |
| Breuner                                                      | seit ca. 1200                                                                                     | österreichisches Adelsgeschlecht |                                            |
| Breuning                                                     | ab 1757                                                                                           | bayerisches Adelsgeschlecht; 1757 Reichsadelsstand |                                            |
| Brevern                                                      | seit 1694                                                                                         | deutsch-baltisches Adelsgeschlecht aus Livland und Estland |                                            |
| Briesen                                                      | 1) 1298 2) 1212 3) 1839                                                                           | Drei Adelsgeschlechter 1) Briesen (Mark) 2) Briesen (Neumark-Pommern) 3) Briesen (1839) | Briesen (Mark) Briesen (Neumark-Pommern)   |
| Briest                                                       | seit 1368                                                                                         | Magdeburger Uradelsgeschlecht |                                            |
| Brincken                                                     | seit 1461                                                                                         | ursprünglich aus Westfalen stammendes deutschbaltisches Adelsgeschlecht, 1862 russischer Baronstitel für die Gesamtfamilie |                                            |
| Brincken                                                     | bis 1826                                                                                          | westfälisches, später in Hessen ansässiges Adelsgeschlecht |                                            |
| Britzke (Brietzke)                                           | seit 1370                                                                                         | Magdeburger Uradelsgeschlecht |                                            |
| Brobeck                                                      | 1209–1578                                                                                         | erloschenes westfälisch-hessisches Adelsgeschlecht |                                            |
| Brobergen                                                    | 1141–1618                                                                                         | altes Adelsgeschlecht aus Brobergen an der Oste |                                            |
| Brockdorff                                                   | seit 1220                                                                                         | dänisch-holsteinischer Uradel; 1432 Freiherren; 1706 Reichsgrafen |                                            |
| Brocken                                                      | ?                                                                                                 | erloschenes mecklenburgisches Adelsgeschlecht, das auf eine Lübecker bürgerliche Familie zurückgeht |                                            |
| Brockhausen                                                  | 16. bis 18. Jh.                                                                                   | aus Lübeck stammendes, baltisches Adelsgeschlecht |                                            |
| Brockhausen                                                  | ca. 1650                                                                                          | westfälisch-baltisches Adelsgeschlecht |                                            |
| Brockhusen                                                   | seit 1271                                                                                         | pommersches Uradelsgeschlecht |                                            |
| von dem Broel (gen. Plater)                                  | seit 1274                                                                                         | westfälisches, später in Polnisch-Livland, Litauen, Polen und Russland ansässiges Adelsgeschlecht |                                            |
| Broesigke                                                    | seit 1259                                                                                         | altmärkischer Uradel |                                            |
| Broich                                                       | 1093–1372                                                                                         | Edelherren; Besitzer der Herrschaft Broich bei Mülheim an der Ruhr |                                            |
| Broich                                                       | 1320                                                                                              | Jülicher Uradelsgeschlecht; 1816 Erhebung in den niederländischen Adel mit dem Titel eines Barons und 1834 Erhebung in den preußischen Freiherrenstand |                                            |
| Broizem                                                      | seit 1234                                                                                         | braunschweigisches Rats- und Uradelsgeschlecht; 1706 preußische Adelsanerkennung |                                            |
| tom Brok                                                     | 1309–1435                                                                                         | ostfriesisches Häuptlingsgeschlecht |                                            |
| von dem Broke                                                | bis nach 1560                                                                                     | westfälisches Adelsgeschlecht |                                            |
| Bromberg                                                     | 13. bis 15. Jh.                                                                                   | württembergisches Adelsgeschlecht |                                            |
| Brömbsen                                                     | seit 1289                                                                                         | zunächst Lüneburger, dann Lübecker Patriziergeschlecht; 1688 Reichsfreiherrn; |                                            |
| Brömsen                                                      | ?                                                                                                 | baltisches Adelsgeschlecht, dessen Ursprung in Lüneburg und Lübeck oder Jönköping zu suchen ist |                                            |
| Bronkhorst                                                   | 1140 bis ?                                                                                        | erloschenes Adelsgeschlecht aus dem reichsunmittelbaren Rekheim (jetzt Rekem) an der Maas |                                            |
| Bronsart von Schellendorff                                   | seit 1339                                                                                         | altes, preußisches Adelsgeschlecht |                                            |
| von dem Bruch                                                | 1261–1716                                                                                         | erloschenes westfälisches Adelsgeschlecht |                                            |
| (Mense gen.) Bruchhausen                                     | bis 1524                                                                                          | niedersächsisch-westfälisches Adelsgeschlecht |                                            |
| Bruchsal-Bolanden                                            | bis 1386                                                                                          | pfälzisches Uradelsgeschlecht; Linie der Herren von Bruchsal, die mit der Herrschaft Bolanden den Namen und das Wappen der Herren von Bolanden annahm |                                            |
| Bruckberg                                                    | ab 12. Jh.                                                                                        | altes, bayerisches Adelsgeschlecht |                                            |
| Brucken genannt Fock                                         | seit 17. Jh.                                                                                      | deutsch-baltischen Adelsgeschlechts, das seit Mitte des 17. Jahrhunderts im vormaligen Alt-Livland und späteren Herzogtum Kurland und Semgallen ansässig war |                                            |
| von der Brüggen                                              | seit dem 12. Jh.                                                                                  | ursprünglich westfälisches, später baltisches Adelsgeschlecht |                                            |
| Brüggeney genannt Hasenkamp                                  | 1268–1764                                                                                         | westfälisches Adelsgeschlecht |                                            |
| Brügghen                                                     | ?                                                                                                 | rheinländisches und niederländisches Adelsgeschlecht |                                            |
| Brühl                                                        | seit 1344                                                                                         | sächsisch-thüringisches Uradelsgeschlecht; 1737 und 1738 Reichsgrafenstand |                                            |
| Bruiningk                                                    | bis 1927                                                                                          | erloschenes deutsch-baltisches Adelsgeschlecht |                                            |
| Brummer                                                      | seit 1529                                                                                         | deutsch-baltisches Adelsgeschlecht | Brummer-TammikBrummer-Seijershof           |
| Brumsee                                                      | 1394–1813                                                                                         | preußisches Geschlecht, eines Stammes mit den schweizerischen Brümsi |                                            |
| Brümsi                                                       | seit 1239                                                                                         | schweizerisches Adels- und Patriziergeschlecht der Stadt Schaffhausen im gleichnamigen Kanton |                                            |
| Brüning                                                      | bis 1369                                                                                          | erloschenes westfälisches Adelsgeschlecht |                                            |
| Brunn                                                        | seit 1237                                                                                         | mittelmärkisches Uradelsgeschlecht. 1853 preußische Namens- und Wappenvereinigung mit denen von Kaufungen als von Brunn genannt von Kauffungen |                                            |
| Brunn                                                        | ?                                                                                                 | elsässisches Adelsgeschlecht |                                            |
| Brünninghausen                                               | bis 19. Jh.                                                                                       | erloschenes westfälisches Adelsgeschlecht |                                            |
| Brünnow                                                      | 1307–1941                                                                                         | pommersches Uradelsgeschlecht, im 16. Jahrhundert als Brunnow Übersiedlung nach Kurland, 1620 in der 1. Klasse der kurländischen Ritterbank immatrikuliert, 1817 russisches Indigenat, 1853 / 1862 russische Anerkennung des Baronstitels, 1871 russischer Grafenstand                            |                                            |
| Brunonen                                                     | 10.–11. Jh.                                                                                       | sächsisches Grafengeschlecht | –                                          |
| Brunstein von Brunicki                                       | 18. Jh.                                                                                           | Gutsbesitzer-Geschlecht aus Südosteuropa, jüdischer Herkunft, bayer. Adels- und Freiherrenstand 1815, 1818 österr. Anerkennung dessen, 1847 österreichischer Freiherrenstand |                                            |
| Brusch von Neuberg                                           | 1709 bis Anfang 19. Jh.                                                                           | erloschenes deutschböhmisches Briefadelsgeschlecht; 1709 böhmischer Ritterstand, 1722 altböhmischer Ritterstand |                                            |
| Brüsewitz                                                    | seit 1218                                                                                         | mecklenburgisches Geschlecht, frühe Ausbreitung nach Pommern und Schlesien, später auch nach Preußen |                                            |
| Brusselle                                                    | seit 16. Jh.                                                                                      | württembergisches Adelsgeschlechts |                                            |
| Bruwerdinghausen                                             | ?                                                                                                 | westfälisches Adelsgeschlecht |                                            |
| Brzeziński                                                   |                                                                                                   | pommerellisches, preußisches und polnisches Adelsgeschlecht |                                            |
| Bubelwitz                                                    | bis 17. Jh.                                                                                       | erloschenes schlesisches Adelsgeschlecht |                                            |
| Bubenberg                                                    | bis 1506                                                                                          | Berner Ministerialen- und Patrizierfamilie |                                            |
| Bubenhofen                                                   | 1250–1812                                                                                         | schwäbisches Adelsgeschlecht |                                            |
| Bubna                                                        | 1394                                                                                              | Uradelsgeschlecht, böhmischen Ursprungs; seit 1415 zwei Linien: Bubna-Litic und Bubna-Warlich. |                                            |
| Buch (Brandenburg)                                           | seit 1209 (Uradel); seit 1858 (Briefadel)                                                         | brandenburgischer Uradel und Briefadel unterschiedlicher Wappen |                                            |
| Buch (Sachsen-Meiningen)                                     | seit 1858                                                                                         | sachsen-meiningisches Adelsgeschlecht; 1858 nobilitiert |                                            |
| Buch (Thüringen)                                             | 1147–nach 1332                                                                                    | edelfreies, gräfliches Geschlecht mit Stammburg in Bucha |                                            |
| Buchegg                                                      | 1130 bis Mitte 14. Jh.                                                                            | Die ursprünglich gräfliche Hochadelsfamilie ist erloschen, lebte aber über die weibliche Linie als Freiherren von Buchegg weiter. | Grafen von BucheggFreiherrliches Wappen    |
| Buchenau (Dautphetal)                                        | 1265–1404                                                                                         | Uradelsgeschlecht aus Mittelhessen |                                            |
| Buchenau (Eiterfeld)                                         | 1062–1815                                                                                         | Uradelsgeschlecht aus Osthessen |                                            |
| Büches                                                       | 1173 bis um 1600                                                                                  | Uradelsgeschlecht aus der östlichen Wetterau |                                            |
| Buchholtz                                                    | seit 1464                                                                                         | kurländisch-preußisches Adelsgeschlecht |                                            |
| Buchholtz                                                    | ab 1817                                                                                           | westfälisches Adelsgeschlecht |                                            |
| Buchner (Dresden)                                            | 1596 bis spätes 19. Jh.                                                                           | Dresdner Patrizier- und Adelsgeschlecht |                                            |
| Buchner (Franken / Sachsen)                                  | ab 1554                                                                                           | fränkisch-sächsisches Patrizier- und Adelsgeschlecht |                                            |
| Buchwald(t)                                                  | seit 1233                                                                                         | holsteinisches Uradelsgeschlecht; 1675 schwedischer Freiherrenstand, 1784 dänisches Baronat als Buchwald-Brockdorff |                                            |
| Buchwitz (und Buchau)                                        | seit 1524                                                                                         | schlesisches Adelsgeschlecht, 1577 Freiherrenstand, im 17. und 18. zeitweise den Namenszusatz und Buchau führend |                                            |
| Budberg                                                      | seit 1313                                                                                         | westfälisches Geschlecht, 1570 in Kurland, 1620 und 1833 Indigenat ebd., 1693 schwedischer Freiherrnstand, 1747 und 1807 livländisches Indigenat, 1746 estländisches Indigenat, 1856 bzw. 1862 russische Barone                                                                                   |                                            |
| Budde (Pommern)                                              | bis 1796                                                                                          | pommerisches Adelsgeschlecht |                                            |
| Budde (Preußen)                                              | bis 20. Jh.                                                                                       | preußisches Adelsgeschlecht; 1904 erblicher preußischer Adelsstand |                                            |
| Budde (Rügen)                                                | bis 15. Jh.                                                                                       | rügisches Adelsgeschlecht |                                            |
| Budde (Westfalen)                                            | bis 17. Jh.                                                                                       | westfälisches Adelsgeschlecht |                                            |
| Buddenbrock                                                  | seit 1415                                                                                         | westfälisches, später baltisches Uradelsgeschlecht; 1731 schwedischer Freiherrenstand |                                            |
| Büderich                                                     | bis 16. Jh.                                                                                       | rheinländisches Adelsgeschlecht |                                            |
| Büderich                                                     | bis 15. Jh.                                                                                       | westfälisches Adelsgeschlecht |                                            |
| Büdingen                                                     | 1131–1240/47                                                                                      | edelfreies Geschlecht der östlichen Wetterau | –                                          |
| Buer                                                         | 1292–1809/13                                                                                      | westfälisches, später bergisches und pfälzisches Uradelsgeschlecht; 1642 Reichsfreiherrenstand; 1713 Reichsgrafenstand |                                            |
| Buerse                                                       | bis 18. Jh.                                                                                       | westfälisches Adelsgeschlecht |                                            |
| Buggenhagen                                                  | seit 1284                                                                                         | pommersches Uradelsgeschlecht |                                            |
| Bühler                                                       | 14.–15. Jh.                                                                                       | erloschenes schwäbisches Adelsgeschlecht |                                            |
| Buhrmeister                                                  | seit 16. Jh.                                                                                      | deutsch-baltisch-schwedisches Adelsgeschlecht |                                            |
| Bulemast                                                     | 1219 bis Mitte 14. Jh.                                                                            | westfälisches Adelsgeschlecht |                                            |
| Bullion                                                      | ab 1880                                                                                           | ursprünglich französisches, später in Bayern ansässiges Grafengeschlecht; 1880 Eintragung in die Adelsmatrikel |                                            |
| Bülow                                                        | seit 1229                                                                                         | ausgedehntes, mecklenburgisches Uradelsgeschlecht mit Zweigen in den Niederlanden, Dänemark; 1705 Reichsfreiherrenstand; 1736 Reichsgrafenstand; 1905 preußischer Fürstenstand (Bernhard von Bülow, erloschen).                                                                                   |                                            |
| Bültzingslöwen inkl. Bültzingslöwen zu Haynrode              | seit 1216                                                                                         | thüringischen Adelsgeschlecht |                                            |
| Bünau                                                        | seit 1166                                                                                         | Uradel des Stifts Naumburg; 1741, 1742 und 1792 Reichsgrafenstand für unterschiedliche Linien |                                            |
| Bunge                                                        | seit 18. Jh.                                                                                      | deutsch-russisch-baltisches Adelsgeschlecht |                                            |
| Buol                                                         | seit 1298                                                                                         | ursprünglich böhmisches, später schweizerisches Adelsgeschlecht |                                            |
| Buol-Berenberg                                               | 1529                                                                                              | Rittergeschlecht aus Rätien; 1707 Reichsritterstand mit von Berenberg; 1857 badische Anerkennung des Freiherrenstandes |                                            |
| Buquoy                                                       | seit 1150                                                                                         | böhmisches Adelsgeschlecht französischer Herkunft; im heiligen, römischen Reich dt. Nation seit dem Dreißigjährigen Krieg; 1580 Grafenstand; 1688 spanisch-niederländischer Fürstenstand |                                            |
| Burchardinger (Frankreich)                                   | 891–1017                                                                                          | frühes, französisches Adelsgeschlecht | –                                          |
| Burchardinger (Rätien)                                       | 10. Jh.                                                                                           | adlige Familie des 10. Jahrhunderts mit Besitz in Rätien | –                                          |
| Burchart Bélavary de Sycava                                  | ?                                                                                                 | altes, ungarisch-deutsch-baltisches Adelsgeschlecht |                                            |
| Büren (Bern)                                                 | seit 14. Jh.                                                                                      | Schweizer Parizier- und Adelsgeschlecht; 1747 preußischer Freiherrenstand |                                            |
| Büren (Büren)                                                | 12. Jh. bis 1661                                                                                  | westfälisches Edelherrengeschlecht |                                            |
| Büren (Marsberg)                                             | bis um 1440                                                                                       | westfälisches Patrizier- und Stadtadelsgeschlecht |                                            |
| Büren (Unna)                                                 | bis ca. 1700                                                                                      | Patrizier- und Stadtadelsgeschlecht in Unna |                                            |
| Büren genannt Sybertinch                                     | bis 1379                                                                                          | westfälisches Adelsgeschlecht aus der Umgebung von Unna |                                            |
| Burgberg                                                     | Anfang 12. Jh. bis 1455                                                                           | Schwarzwälder Adelsgeschlecht |                                            |
| Burghagen                                                    | 1321–1834                                                                                         | brandenburgisches Adelsgeschlecht |                                            |
| Burghartinger (Moosburg)                                     | 1055–1281                                                                                         | bayerisches Adelsgeschlecht; siehe auch Stammliste von Moosburg |                                            |
| Burghausen-Schala                                            | 11. bis 12. Jh.                                                                                   | österreichisches Grafengeschlecht |                                            |
| Burghauß                                                     | † 1885                                                                                            | schlesisches Adelsgeschlecht, 1617 Freiherrnstand, 1691 Reichsgrafenstand |                                            |
| Burgistein                                                   | seit 1260                                                                                         | Schweizer Adelsgeschlecht |                                            |
| Dathe von Burgk                                              | ab 1822                                                                                           | sächsisches Briefadelsgeschlecht; 1822 Freiherrenstand |                                            |
| Bürglen                                                      | 12. bis 14. Jh.                                                                                   | Schweizer Freiherrengeschlecht |                                            |
| Burgsdorff                                                   | seit 1325                                                                                         | mittelmärkischer Uradel |                                            |
| Burgund                                                      | 1032–1361                                                                                         | Familie der Herzöge von Burgund |                                            |
| Burgund (Portugal)                                           | 1093–1383                                                                                         | erstes portugiesisches Königshaus |                                            |
| Burkersroda                                                  | seit 1120                                                                                         | thüringisches Uradelsgeschlecht |                                            |
| Burlo                                                        | bis 18. Jh.                                                                                       | westfälisches Adelsgeschlecht |                                            |
| Büron                                                        | ab 12. Jh.                                                                                        | schweizerisches Adelsgeschlecht; später unter dem Namen Aarburg |                                            |
| Buschmann                                                    | 1598 bis 19. Jh.                                                                                  | westfälisch-rheinländisches Adelsgeschlecht; 1598 Adelserhebung; 1827 preußische Adelserkennung |                                            |
| Buseck                                                       | seit 1152                                                                                         | altes, Lahngauer Adelsgeschlecht; 1809 Freiherren |                                            |
| Bussche                                                      | seit 1225                                                                                         | Osnabrücker Uradel; 1884 Freiherrenstand für alle Linien; 1810 westfälischer Grafenstand |                                            |
| Bussche                                                      | 1254–ca. 1540                                                                                     | erloschenes ostwestfälisch-niedersächsisches Adelsgeschlecht, u. a. zu Burg Gesmold |                                            |
| Bussche                                                      | bis 1565                                                                                          | erloschenes ostwestfälisch-niedersächsisches Adelsgeschlecht zu Hess. Oldendorf |                                            |
| Busse                                                        | seit 1748                                                                                         | schlesisches Adelsgeschlecht |                                            |
| Bussnang                                                     | 12. bis 15. Jh.                                                                                   | Adelsgeschlecht in der heutigen Ostschweiz |                                            |
| Buttel                                                       | bis ca. 1700                                                                                      | westfälisches Adelsgeschlecht zu Unna und Hamm |                                            |
| Buttlar, Buttler, Treusch von Buttlar                        | seit 1170                                                                                         | altes, oberfränkisch-hessisches Adelsgeschlecht; 1651 erbländisch-österreichischer Grafenstand; 1726 Reichsgrafenstand; 1782, 1813 und 1882 Freiherrenstand für unterschiedliche Zweige; |                                            |
| Buxhoeveden                                                  | seit 1185                                                                                         | niedersächsischer, später deutsch-baltischer Adel; 1795 preußischer Grafenstand; 1861 russischer Baronstitel |                                            |
| Buz                                                          | seit 1230                                                                                         | mansfeldisches Adelsgeschlecht |                                            |
| Byern                                                        | seit 1214                                                                                         | magdeburgisches Uradelsgeschlecht |                                            |
| Bylandt                                                      | seit 1233                                                                                         | klevischer Uradel |                                            |